# Tvingstrup
Tvingstrup er en landsby i Østjylland med 559 indbyggere  (2024). Tvingstrup er beliggende 10 kilometer nordøst for Horsens og fire kilometer syd for Hovedgård. Byen ligger i Region Midtjylland og hører til Horsens Kommune.
Tvingstrup er beliggende i Ørridslev Sogn.

## Historie
Tvingstrup landsby bestod i 1682 af 14 gårde. Det samlede dyrkede areal udgjorde 370,5 tønder land skyldsat til 58,39 tønder hartkorn. Dyrkningsformen var trevangsbrug.
I 1879 beskrives forholdene således: "Tvingstrup med Skole og Veirmølle samt Jernbane-Holdeplads".
Omkring århundredeskiftet blev byen beskrevet således: "Tvingstrup, ved Landevejen, med Skole, Mølle, Andelsmejeri, Kro, Jærnbane- og Telegrafst." Tvingstrup stationsby havde 263 indbyggere i 1911 og 249 indbyggere i 1916.
Tvingstrup fortsatte sin stagnation i mellemkrigstiden og efter 2. verdenskrig: byen havde 399 indbyggere i 1921, 307 i 1925, 304 i 1935, 279 i 1940, 325 i 1945, 324 i 1950, 338 i 1955, 369 i 1960 og i 1965 376 indbyggere. I 1930, da byen havde 304 indbyggere, var sammensætningen efter erhverv: 36 levede af landbrug, 93 af industri og håndværk, 26 af handel, 60 af transport, 11 af immateriel virksomhed, 27 af husgerning, 44 var ude af erhverv og 7 havde ikke angivet oplysninger.